# 八元
八元是指伯奮、仲堪、叔獻、季仲、伯虎、仲雄、叔豹、季狸。根據史料記載，他們是帝嚳時候的八位“才子”，是“忠肅恭懿，宣慈惠和”的人，所以“天下之人謂之八元”。